# Nike Hoop Summit
El Nike Hoop Summit es un partido de baloncesto organizado por la firma de equipamiento deportivo Nike en el que se enfrenta un conjunto de los mejores jugadores júnior estadounidenses seleccionados por la USA Basketball ante un seleccionado de los mejores jugadores júniors del resto del mundo en un evento al que acuden regularmente, entre otros, ojeadores tanto de equipos de la NBA como de universidades estadounidenses.
Un gran número de jugadores que han pasado por la NBA, tales como Kevin Garnett, Baron Davis, o Jermaine O'Neal han formando parte del combinado estadounidense, o Dirk Nowitzki y Tony Parker por el del resto del mundo, participaron en su día en el torneo.

## Ediciones
USA lidera la serie 18-7
| Año  | Ubicación                  | Ganador | Resultado | Perdedor |
| ---- | -------------------------- | ------- | --------- | -------- |
| 1995 | Springfield, Massachusetts | USA     | 86 - 77   | Mundo    |
| 1996 | Charlotte, North Carolina  | Mundo   | 104 - 96  | USA      |
| 1997 | Lake Buena Vista, Florida  | USA     | 97 - 90   | Mundo    |
| 1998 | San Antonio, Texas         | Mundo   | 104 - 99  | USA      |
| 1999 | Tampa, Florida             | Mundo   | 107 - 95  | USA      |
| 2000 | Indianapolis, Indiana      | USA     | 98 - 97   | Mundo    |
| 2004 | San Antonio, Texas         | USA     | 99 - 79   | Mundo    |
| 2005 | Memphis, Tennessee         | USA     | 106 - 98  | Mundo    |
| 2006 | Memphis, Tennessee         | USA     | 109 - 91  | Mundo    |
| 2007 | Memphis, Tennessee         | USA     | 100 - 80  | Mundo    |
| 2008 | Portland, Oregon           | USA     | 98 - 78   | Mundo    |
| 2009 | Portland, Oregon           | Mundo   | 97 - 89   | USA      |
| 2010 | Portland, Oregon           | USA     | 101 - 97  | Mundo    |
| 2011 | Portland, Oregon           | USA     | 92 - 80   | Mundo    |
| 2012 | Portland, Oregon           | Mundo   | 84 - 75   | USA      |
| 2013 | Portland, Oregon           | Mundo   | 112 - 98  | USA      |
| 2014 | Portland, Oregon           | USA     | 84 - 73   | Mundo    |
| 2015 | Portland, Oregon           | Mundo   | 103 - 101 | USA      |
| 2016 | Portland, Oregon           | USA     | 101 - 67  | Mundo    |
| 2017 | Portland, Oregon           | USA     | 98 - 87   | Mundo    |
| 2018 | Portland, Oregon           | Mundo   | 89 - 76   | USA      |
| 2019 | Portland, Oregon           | USA     | 93 - 87   | Mundo    |
| 2022 | Portland, Oregon           | USA     | 102 - 80  | Mundo    |
| 2023 | Portland, Oregon           | USA     | 90 - 84   | Mundo    |
| 2024 | Portland, Oregon           | USA     | 98 - 75   | Mundo    |

## Líderes estadísticos
| Año  | Puntos                                      | Rebotes                                    | Asistencias                                      | Robos                        | Tapones                                          |
| ---- | ------------------------------------------- | ------------------------------------------ | ------------------------------------------------ | ---------------------------- | ------------------------------------------------ |
| 1995 | Albert White (13)                           | Kevin Garnett (10)                         | Stephon Marbury (5)                              | 3 empatados (2)              | Kevin Garnett (9)                                |
| 1996 | Jermaine O'Neal (21)                        | Jermaine O'Neal (10)                       | Ed Cota (4)                                      | Winfred Walton (3)           | Jermaine O'Neal (7)                              |
| 1997 | Larry Hughes (20)                           | Ron Artest (9)                             | Baron Davis (5)                                  | Ron Artest (5)               | Shane Battier (2)                                |
| 1998 | Al Harrington (26)                          | Al Harrington (9)                          | Ronald Curry (4)                                 | 2 empatados (4)              | 2 empatados (2)                                  |
| 1999 | Casey Jacobsen (31)                         | Travis Watson (9)                          | Jay Williams (7)                                 | 3 empatados (2)              | Jason Parker (2)                                 |
| 2000 | Zach Randolph (24)                          | 2 empatados (8)                            | Chris Duhon (6)                                  | Darius Miles (3)             | Darius Miles (2)                                 |
| 2004 | Josh Smith (27)                             | Al Jefferson (7)                           | Sebastian Telfair (7)                            | 3 empatados (3)              | Josh Smith (2)                                   |
| 2005 | Tyler Hansbrough (31)                       | Tyler Hansbrough (10)                      | Greg Paulus (10)                                 | Monta Ellis (4)              | Tyler Hansbrough (3)                             |
| 2006 | Wayne Ellington (31)                        | 2 empatados (7)                            | 2 empatados (6)                                  | Wayne Ellington (3)          | Gerald Henderson (3)                             |
| 2007 | OJ Mayo (20)                                | Michael Beasley (9)                        | Jonny Flynn (10)                                 | Derrick Rose (4)             | 2 empatados (2)                                  |
| 2008 | DeMar DeRozan (17)                          | Tyreke Evans (8)                           | Jrue Holiday (5)                                 | 4 empatados (3)              | Drew Gordon (4)                                  |
| 2009 | Xavier Henry (22)                           | John Henson (9)                            | John Wall (11)                                   | John Wall (5)                | 2 empatados (2)                                  |
| 2010 | Harrison Barnes (27)                        | Jared Sullinger (8)                        | 2 empatados (5)                                  | 3 empatados (2)              | Terrence Jones (3)                               |
| 2011 | Austin Rivers (20)                          | Anthony Davis (10)                         | Tony Wroten (5)                                  | Tony Wroten (2)              | Michael Kidd-Gilchrist (5)                       |
| 2012 | Shabazz Muhammad (35)                       | Kyle Anderson (10)                         | Kyle Anderson (4)                                | Nerlens Noel (4)             | Nerlens Noel (4)                                 |
| 2013 | Jabari Parker (22)                          | Julius Randle (8)                          | Andrew Harrison (5)                              | 2 tied (3)                   | 2 tied (2)                                       |
| 2014 | Justise Winslow (16)                        | Jahlil Okafor (10)                         | Tyus Jones (6)                                   | Tyus Jones (5)               | 3 tied (1)                                       |
| 2015 | Luke Kennard (22)                           | 2 tied (5)                                 | Isaiah Briscoe (9)                               | Isaiah Briscoe (3)           | Stephen Zimmerman (2)                            |
| 2016 | Terrance Ferguson (21)                      | Jarrett Allen (9)                          | De'Aaron Fox (5)                                 | Markelle Fultz (5)           | Jarrett Allen (3)                                |
| 2017 | Michael Porter Jr. / Jarred Vanderbilt (19) | Jarred Vanderbilt / Jaren Jackson Jr. (10) | Collin Sexton (8)                                | Collin Sexton (4)            | Mohamed Bamba (4)                                |
| 2018 | Darius Garland (16)                         | Bol Bol (14)^                              | Darius Garland/Tre Jones (5)                     | Darius Garland/Tre Jones (2) | Bol Bol (6)                                      |
| 2019 | Cole Anthony (25)                           | Cole Anthony/James Wiseman (8)             | Wendell Moore/Isaac Okoro (3)                    | Wendell Moore (2)            | James Wiseman (6)                                |
| 2022 | Cam Whitmore (19)                           | Dillon Mitchell/Kyle Filipowski (8)        | Amari Bailey/Dillon Mitchell/Dariq Whitehead (4) | Dariq Whitehead (3)          | Dereck Lively II/Anthony Black (1)               |
| 2023 | Ron Holland (15)                            | Ron Holland (9)                            | Ron Holland (5)                                  | Ron Holland (6)              | R.Holland/Bronny James/J. McCain/D.J. Wagner (1) |
| 2024 | Cooper Flagg (19)                           | Cooper Flagg (11)                          | Ian Jackson (4)                                  | Dylan Harper/Asa Newell (3)  | Asa Newell/Morez Johnson Jr. (1)                 |

| Año  | Puntos                    | Rebotes                                               | Asistencias               | Robos                                         | Tapones                                          |
| ---- | ------------------------- | ----------------------------------------------------- | ------------------------- | --------------------------------------------- | ------------------------------------------------ |
| 1995 | Dubravko Zemljić (22)     | 2 empatados (8)                                       | Giacomo Galanda (2)       | Giacomo Galanda (3)                           | 2 empatados (1)                                  |
| 1996 | Vladimir Bogojević (22)   | Vladimir Bogojević (7)                                | Vladimir Bogojević (7)    | Vladimir Bogojević (3)                        | 4 empatados (1)                                  |
| 1997 | Igor Rakočević (17)       | Jérôme Moïso (8)                                      | Lucas Victoriano (4)      | 3 empatados (1)                               | Ruben Boumtje-Boumtje (4)                        |
| 1998 | Dirk Nowitzki (33)        | Dirk Nowitzki (14)                                    | Dimitri Lauwers (4)       | Dirk Nowitzki (3)                             | 2 empatados (1)                                  |
| 1999 | Vlado Ilievski (19)       | 2 empatados (8)                                       | Vlado Ilievski (5)        | 2 empatados (2)                               | Olumide Oyedeji (2)                              |
| 2000 | Tony Parker (20)          | Olumide Oyedeji (13)                                  | Tony Parker (7)           | 3 empatados (2)                               | 3 empatados (1)                                  |
| 2004 | Luka Bogdanović (20)      | Michael Schroeder (9)                                 | Marquinhos (3)            | 2 empatados (2)                               | None                                             |
| 2005 | Martynas Pocius (20)      | Jevohn Shepard (7)                                    | Michael Mokongo (5)       | Michael Mokongo (2)                           | Dušan Šakota (2)                                 |
| 2006 | Milenko Tepić (16)        | Daniel Clark (10)                                     | Patrick Mills (6)         | Daniel Clark (2)                              | Mouhamed Sene (9)                                |
| 2007 | Nicolas Batum (23)        | Nemanja Aleksandrov (14)                              | Petteri Koponen (6)       | Nicolas Batum (4)                             | Solomon Alabi (3)                                |
| 2008 | Alexis Ajinça (13)        | Alexis Ajinça (9)                                     | Žygimantas Janavičius (5) | 3 empatados (2)                               | Alexis Ajinça (3)                                |
| 2009 | Milan Mačvan (23)         | Milan Mačvan (14)                                     | Milan Mačvan (6)          | Nikos Pappas (4)                              | Kevin Seraphin (2)                               |
| 2010 | Enes Kanter (34)          | Enes Kanter (13)                                      | Maël Lebrun (4)           | 5 empatados (1)                               | 3 empatados (1)                                  |
| 2011 | Mateusz Ponitka (17)      | Bismack Biyombo (11)                                  | Raul Togni Neto (4)       | Raul Togni Neto (2)                           | Bismack Biyombo (10)                             |
| 2012 | Andrew Wiggins (20)       | Dario Šarić (14)                                      | Dario Šarić (5)           | Léo Westermann (2)                            | Andrew Wiggins (2)                               |
| 2013 | Livio Jean-Charles (27)   | Livio Jean-Charles (13)                               | Dennis Schröder (6)       | 3 empatados (2)                               | Livio Jean-Charles (2)                           |
| 2014 | Emmanuel Mudiay (20)      | Trey Lyles (11)                                       | Jamal Murray (5)          | Emmanuel Mudiay (3)                           | James Metecan-Birsen (3)                         |
| 2015 | Jamal Murray (30)         | Thon Maker (10)                                       | Ben Simmons (9)           | Ben Simmons (2)                               | Skal Labissière (6)                              |
| 2016 | Wesley Alves Da Silva (9) | Wesley Alves Da Silva (8)                             | Wesley Alves Da Silva (3) | 5 empatados (1)                               | 2 empatados (1)                                  |
| 2017 | Kostja Mushidi (14)       | Isaiah Hartenstein (4)                                | Lindell Wigginton (7)     | Kostja Mushidi (3)                            | Isaiah Hartenstein / Ikechukwu Obiagu (2)        |
| 2018 | R. J. Barrett (20)        | Charles Bassey (16)*                                  | R. J. Barrett (6)         | R. J. Barrett (5)*                            | Cofi Cockburn (2)                                |
| 2019 | Nico Mannion (28)         | Precious Achiuwa (11)                                 | Didi Louzada Silva (6)    | Precious Achiuwa/Andre Curbelo (2)            | Precious Achiuwa (4)                             |
| 2022 | Jean Montero (23)         | Sidy Cissoko (7)                                      | Sidy Cissoko (4)          | Sidy Cissoko (3)                              | Leonard Miller/Felix Okpara/Mike Sharavjamts (2) |
| 2023 | Mackenzie Mgbako (22)     | Mackenzie Mgbako/Michael Nwoko/Zaccharie Risacher (8) | London Johnson (4)        | Baye Fall (2)                                 | 6 empatados (1)                                  |
| 2024 | AJ Dybantsa (21)          | AJ Dybantsa (7)                                       | Nolan Traore (4)          | V. J. Edgecombe/AJ Dybantsa/Annor Boateng (2) | Ulrich Chomche (3)                               |